# Otokar von Bradsky-Laboun
Otokar Theodor Arno Ritter von Bradsky-Laboun (auch Otokar Theodor Arno Ritter Bradsky von Laboun, Ottokar Théodor Arno de Bradsky-Laboun, * 4. Mai 1866 in Zwickau, Königreich Sachsen; † 13. Oktober 1902 in Stains) war ein deutscher Luftfahrtpionier.

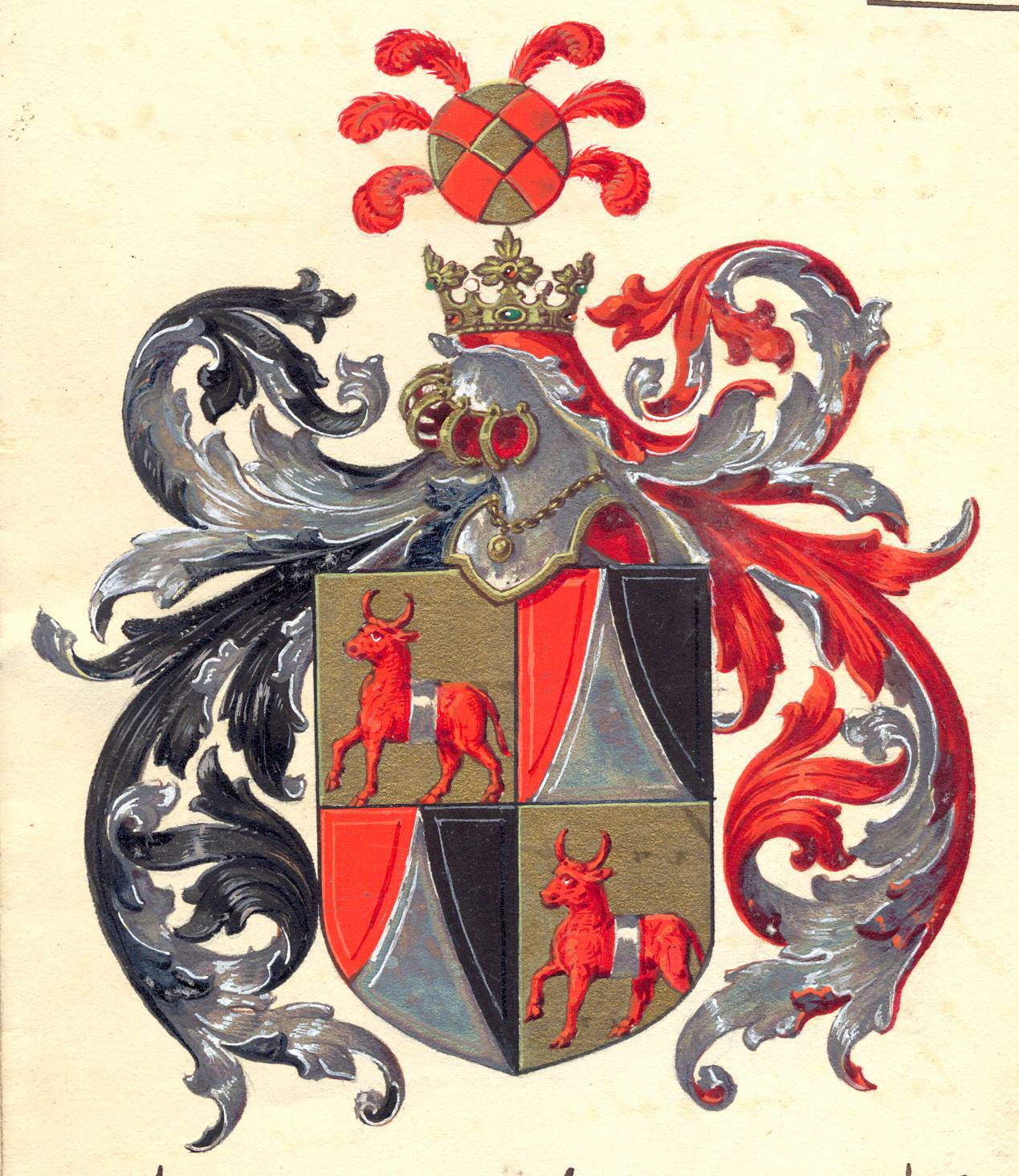
Wappen der ritterlichen Familie Bradský von Labouň

## Herkunft und Vorfahren
Er stammte aus dem alten böhmischen adeligen Geschlecht Bradský von Labouň, das nach dem Dorf Labouň bei Jičín (Jitschin) in Ostböhmen schrieb. Die ersten Mitglieder der Familien wurden in der zweiten Hälfte des 14. Jahrhunderts erwähnt. Zdeněk von Labouň war in den Jahren 1408 – 1409 Rektor der Karlsuniversität in Prag. Ein anderer Mitglied der Familie, Otík (Otto) von Labouň, der gegen 1450 die Burg Brada bei Jičín gekauft hat. Er schrieb dann als „Bradský von Labouň“, aber die Burg wurde schon am Ende des 15. Jahrhunderts verkauft. Die Familie Bradský von Labouň lebte dann nur an den kleinen Gütern oder in den Städten. 1619 fand so Friedrich Otto Bradsky von Laboun auf Keblany Erwähnung. Im Jahr 1881 erhielten Franz Viktor Bradský (* 1830), Herr auf dem Rittergut Cotta bei Dresden, und sein Bruder Josef Bradský (1825–1887), Zentralkassier des Fürsten zu Fürstenberg, österreichische kaiserliche Bestätigung ihres altböhmischen Ritterstandes. Franz Viktor Ritter Bradský von Labouň heiratete Bertha Fischer. Ihr Sohn war Otokar Theodor.

## Leben und Wirken
Otokar von Bradsky-Laboun schlug zunächst eine militärische Karriere ein, diente bei der Kavallerie der sächsischen Armee und wurde 1886 zum Fähnrich ernannt. Am 27. September 1887 wurde er zum Leutnant befördert und diente die nächste Jahre u. a. als Adjutant beim Königlich Sächsischen 2. Husaren-Regiment Nr. 19 „Kronprinz Wilhelm des Deutschen Reiches und von Preußen“. Er avancierte am 22. März 1894 zum Oberleutnant beim Regiment. 1898 wurde er als Reitlehrer zum Militärreitinstitut nach Hannover abkommandiert. Am 31. März 1900 übernahm er einen Posten als Botschaftssekretär der sächsischen Gesandtschaft in Weimar, aber noch im selben Jahr nahm er seinen Abschied.
Er war verheiratet mit Hannah von Bradsky-Labounska, geborene Schröder, und wohnte zuletzt mit seiner 28-jährigen Frau in Montreux in der Schweiz. Er konstruierte mit dem Ingenieur Paul Morin einen lenkbaren Ballon. Der Ballon wurde von Henri Lachambre gefertigt. Die Gondel war 17 m lang und wog 350 kg. Sie war an 16 Stahlseilen befestigt. Der Propeller hatte einen Durchmesser von 4 m; der Motor drehte ihn mit 350 Umdrehungen pro Minute. Der Erstflug fand am 13. Oktober 1902 statt, man startete in Vaugirard. Gegen 9 Uhr war man über Stains und wollte bei Ly landen. Beim Abriss der Gondel in etwa 180 m Höhe kamen de Bradsky und Morin um.

Otokars Witwe Hannah lebte ab 1903 auf Schloss Cotta bei Pirna.